# Eric Djemba-Djemba
Eric Daniel Djemba-Djemba (Douala, 4 de Maio de 1981) é um futebolista camaronês, que joga no Persebaya Surabaya.

## Carreira
Djemba-Djemba representou o elenco da Seleção Camaronesa de Futebol no Campeonato Africano das Nações de 2006.

## Títulos
Camarões
- Copa das Nações Africanas: 2002